# Listener Supported
Listener Supported è un album dal vivo del gruppo musicale statunitense Dave Matthews Band, pubblicato il 23 novembre 1999, registrato alla Continental Airlines Arena di East Rutherford, New Jersey, l'11 settembre 1999.
Oltre ad essere il secondo live pubblicato dalla DMB, "Listener Supported" fu ripreso dalla PBS per uno speciale di "In the Spotlight", e l'intero concerto fu inoltre pubblicato su VHS e DVD nello stesso anno. Il titolo di questo album riprende uno slogan della PBS supported by viewers like you (supportato da ascoltatori come voi).
Attualmente è l'unico album live della DMB che non contenga nel titolo la data o li luogo del concerto. Questo è dovuto al fatto che parte dell'accordo con la PBS prevedeva la pubblicazione di una versione dello stesso album basata sullo speciale televisivo.
La band accettò e partecipò alla produzione del disco, ma non indicò, nel titolo, che si trattava di un live, probabilmente a causa del fatto che non erano soddisfatti della performance di quella serata.
Listener Supported è inoltre il primo live registrato con il tastierista Butch Taylor e il gruppo "The Lovely Ladies" al coro. Oltre a tracce riprese dai precedenti album, Listener Supported comprende anche un inedito: "#40", "True Reflections" (cantata da Boyd Tinsley), e il ritmo "cardiaco" intro di "Pantala Naga Pampa", ed inoltre la versione estesa di "Granny" e "Long Black Veil".

## Tracce
Testi e musiche di David J. Matthews, eccetto dove indicato
Disco uno
1. Intro – 6:25
2. Pantala Naga Pampa – 0:41
3. Rapunzel – 7:09 (Matthews, Beauford, Lessard)
4. Rhyme & Reason – 5:58
5. The Stone – 7:28
6. #41 – 9:47
7. Crash Into Me – 6:02
8. Jimi Thing – 13:12
9. Everyday (con The Lovely Ladies) – 7:34
10. Warehouse – 8:32

Disco due
1. Too Much – 4:52 (Matthews, Beauford, Moore, Lessard, Boyd Tinsley)
2. True Reflections (con The Lovely Ladies) – 7:52 (Tinsley)
3. Two Step – 14:38
4. Granny – 4:24
5. Stay (Wasting Time) (con The Lovely Ladies) – 7:07 (Matthews, Lessard, Moore)
6. #40 (solo di Dave Matthews) – 1:49
7. Long Black Veil (con The Lovely Ladies) – 8:44 (Danny Dill, Marijohn Wilkin)
8. Don't Drink the Water – 7:09
9. Intro to... – 1:36
10. All Along the Watchtower – 7:51 (Bob Dylan)

## Formazione
Dave Matthews Band
- Carter Beauford — Percussioni, batteria, voce
- Stefan Lessard — Basso
- Dave Matthews — chitarra, voce
- LeRoi Moore — sassofono
- Boyd Tinsley — violino

Guests
- Butch Taylor — tastiere
- The Lovely Ladies — Vocals
  - Tawatha Agee
  - Cindy Myzell
  - Brenda White King

## Classifiche

### Classifiche settimanali
| Classifica (1999) | Posizione massima |
| ----------------- | ----------------- |
| Stati Uniti       | 15                |

### Classifiche di fine anno
| Classifica (2000) | Posizione |
| ----------------- | --------- |
| Stati Uniti       | 111       |